# Голдфингър (роман)
„Голдфингър“ (на английски: Goldfinger) е роман на английския писател Иън Флеминг. Той е седмият от поредицата за Джеймс Бонд. Издаден е на 23 март 1959 г. от издателство Jonathan Cape.

## Сюжет
Внимание:  Текстът по-долу разкрива сюжета на произведението (или части от него)!
На летището в Маями Джеймс Бонд случайно се среща с г-н Дюпон, с когото се запознава при играта на „бакара“ срещу Ле Шифр (Казино Роял). Дюпон, знаейки колко е добър Бонд в играта на карти, го моли за помощ. В продължение на няколко дни, Дюпон играе „канаста“ с Орик Голдфингър и губи през цялото време, въпреки че това, даже теоретично, е невъзможно. Голдфингър е много богат човек, практически всичките си пари той държи под формата на златни кюлчета и Дюпон не разбира как и защо Голдфингър мами.
Бонд решава да помогне на Дюпон. Наблюдавайки играта, Бонд осъзнава, че Голдфингър е скрил някого на балкона, който шпионира с бинокъл картите на Дюпон. Оказва се, че това е Джил Мастерсън, секретарката на Голдфингър. Заплашвайки да изобличи тази афера, Бонд приканва Голдфингър да признае измамата и да върне на Дюпон печалбата си. След разобличаването му Бонд започва връзка с Джил и двамата заминават заедно за Маями.
… След известно време Бонд е извикан от директорката „М“, за да му бъде възложено важно разследване като агент 007. Един от инспекторите на Централната банка на Англия, полковник Смитърс, разказва, че неговата служба е заподозряла един бизнесмен в крупна измама и незаконна контрабанда на злато. Този заподозрян е Орик Голдфингър – най-богатият човек във Великобритания. Смитърс обръща внимание, че много злато, принадлежащо на Голдфингър, има знак „Z“. Този отличителен белег е на СМЕРШ – всемогъщата тайна организация на Съветския съюз. Подозирайки, че Голдфингър може да е таен банкер на СМЕРШ, „M“ възлага на Бонд да се срещне с Голдфингър и да се опита да спечели доверието му.
След игра на голф, Голдфингър кани Бонд на гости и те любезно разговарят. Тогава Голдфингър демонстрира на Бонд бодигарда си, кореец, с прякор „Одджоб“ (Oddjob – „Майстор на всички ръце"). Бодигардът наистина е надарен с нечовешка сила, изключително здрав и отлично владее техниките на карате. Особено впечатляващо е неговото стоманено бомбе, което използва за оръжие.
Скоро Голдфингър отива в Европа, а неговата лична бронирана кола Rolls-Royce Silver Ghost е транспортирана от самолета му. Използване на помощта на митническите служители, Бонд успява да сложи на колата радиомаяк. С колата си, изработена по поръчка и дадена му от МИ6 – Aston Martin DB Mark III, той проследява Голдфингър в Европа. След дълго пътуване Голдфингър пристига в малка фабрика в Швейцария, където колата му е претопена. Оказва се, че голяма част от машината се състои от бяло злато. От нея изготвят „алуминиеви“ седалки за самолет, който ще лети до Индия. По този начин Голдфингър извършва незаконна контрабанда на злато, печелейки от това много пари.
Бонд решава тайно да проникне в завода на Голдфингър, но внезапно се сблъсква с една девойка – Тили, която подготвя покушение срещу Голдфингър. Тя е сестра на Джил Мастерсън, която заради предателството си е убита по заповед на Голдфингър по необичаен начин: тялото на девойката е изцяло покрито със златна боя и нещастницата е издъхнала. Бонд и Тили са задържани от охраната на завода и Голдфингър, заплашвайки Бонд с болезнена смърт, изисква всичко да му признае. Бонд отказва да каже каквото и да е и след изтезанията губи съзнание...
Когато се събужда, Бонд се озовава в Ню Йорк, в тайната резиденция на Голдфингър. По-късно Голдфингър обяснява на Бонд, че е решил да го доведе като помощник за изпълнението на грандиозен обир. Голдфингър с шест крупни гангстерски групировки планира да открадне златните резерви на САЩ от Форт Нокс. Сред тези групировки особено се откроява бандата на Пуси Галор. Нейната банда се състои само от девойки.
На съвещанието с босовете на престъпните организации Голдфингър представя своя план „Голям шлем“. Във водоснабдяването на Форт Нокс ще бъде поставено специално вещество, от което всички ще заспят. Специална група, състояща се от представители на шестте банди, ще проникне в главното хранилище и с помощта на малко ядрено устройство ще разбие сейфа. След това всяка група ще получи своя дял и ще трябва сама да си го изнесе самостоятелно. Своята част Голдфингър смята да изнесе с влак. По-късно Бонд разбира, че Голдфингър смята вместо сънотворно да използва отрова срещу армията и цивилното население във Форт Нокс, а делът му от откраднатото злато Голдфингър ще предаде на борда на съветския крайцер "Свердловск”, който ще го превози до Ленинград.
Бонд успява незабелязано да запише плана на Голдфингър на хартия. Той скрива бележката в тоалетната кабинка на самолета, надявайки се, че чистачите ще могат да го открият и да го изпратят на Феликс Лейтър в ЦРУ.
... Настъпва денят „Х“. Бандитите, водени от Голдфингър, под прикритието на болничен влак влизат във Форт Нокс. В града те откриват ужасна картина: всички хора лежат мъртви, а пътищата са запушени с разбити автомобили. Отровата, хвърлена във водоснабдителната система, е убила всички жители. Бандитите се готвят да проникнат в златния трезор, но изведнъж „мъртвите“ войници оживяват. Бонд разбира, че неговата бележка е отишла по местоназначение, и спецслужбите на САЩ са подготвили засада. В непосредствена близост до Бонд изведнъж се появява стария му приятел Лейтър, който също участва в операцията. Част от бандитите са убити, а други са арестувани. Въпреки това, Голдфингър, ужасния му бодигард му и Пуси Галор успяват да избягат. Освен това, Голдфингър успява да изнесе всичкото си злато, което му принадлежи, и предпазливо е взел от банките в Ню Йорк.
Осуетяването на грабежа на Форт Нокс прави Бонд герой. Той се среща с президента на САЩ, който му дава държавна награда. Но преди да отлети за Лондон Бонд е отвлечен от летището, след инжекция със сънотворно. Когато се събужда той се отзовава в самолет откраднат от Голдфингър. Голдфингър обяснява на Бонд, че самолетът лети към СССР, тъй като СМЕРШ е наредил Голдфингър да се върне и да донесе всичкото натрупано злато. На борда се оказва и Пуси, която дава на Бонд да разбере, че е готова да му помогне. Осъзнавайки, че го чака разпит от СМЕРШ и болезнена смърт, Бонд решава да действа. Той успява да счупи прозорец на самолета, предизвиквайки разхерметизация, и през образувалата се дупка излита Одджоб. Самолетът лети като камък надолу и пилотите едвам успяват да избегнат катастрофата. Голдфингър се опитва да застреля Бонд, но 007 успява да се вкопчи в гърлото на престъпника и да го удуши.
Бонд и Пуси нареждат на екипажа на самолета да летят до бреговете на Канада и да приземят самолета във водата. Самолетът катастрофира и потъва с екипажа, тялото на Голдфингър и цялото злато, което е спечелил този престъпен гений. Бонд и Пуси плават в ледената вода и намират спасителен кораб. И скоро 007 и чаровната бандитка се оказват в спалнята, в прегръдките си ...

## Адаптации
Романът е екранизиран през 1964 г. във филма „Голдфингър“ (третият филм на „официалната бондиана“), където ролята на Джеймс Бонд се изпълнява от Шон Конъри, а в ролите на Голдфингър и Пуси Галор са Герт Фрьобе и Хонър Блекман. С високотехнологичните си приспособления „Голдфингър“ определя стила на бъдещите филми с агент 007. Бюджетът му е пет пъти по-голям, отколкото на първия филм с Бонд. Заснет е на екзотични места, сред които и Форт Нокс, с най-скъпия за времето си декор.
През 2002 г., режисьора Джей Роуч направи филм-пародия, базиран на романа и филма „Голдфингър“. Това е третият филм за приключенията на супершпионина Остин Пауърс – „Остин Пауърс: голдмембър“, като в ролята на Пауърс е Майк Майърс.
В официалния видеоклип на Мадона Die Another Day (песента е „основната“ в едноименния филм за приключенията на 007), има няколко герои от „Голдфингър“. Те са изцяло покритата със златна боя девойка, убита по нареждане на Голдфингър, както и известния корейски Одджоб, бодигардът на главния злодей, с острие, скрито в бомбето му.

## Интересни факти
В романа отново се появява един от основните врагове на Бонд – всемогъщата съветската тайна организация СМЕРШ.